# Gerda Grepp
Gerda Johanne Helland Grepp, (26 mai 1907 - 29 août 1940) est une traductrice et journaliste norvégienne. Elle est la fille de l'ancien président du parti travailliste norvégien Kyrre Grepp (no) et de la journaliste Rachel Grepp (en),.

## Guerre civile espagnole
Grepp couvre la Guerre civile espagnole en tant que journaliste pour le journal du parti travailliste Arbeiderbladet à partir de 1936. Elle arrive à Barcelone en octobre, faisant d'elle la première journaliste de Scandinavie à couvrir le conflit,,. Elle se rend à Madrid, où elle est la cible d'attentats à la bombe. Avec Ludwig Renn, elle se rend alors à Tolède. Au cours de ses voyages, elle est également accompagnée de son ami André Malraux. En Espagne, Grepp sert d'interprète à d'autres Norvégiens. En 1937-1938, elle travaille pour l'Agence Espagne, le bureau de presse du gouvernement républicain espagnol. 
Grepp et les autres correspondants norvégiens en Espagne, tels que Nordahl Grieg et Nini Haslund Gleditsch (en), sympathisent avec la cause républicaine. Gleditsch et Grepp aident à organiser une aide à grande échelle pour l'Espagne, basé sur le mouvement ouvrier norvégien. 
Selon le professeur Rune Ottosen (en), Grepp et Birgit Nissen s'indignent contre le fascisme croissant. 
Le 27 janvier 1937, elle se rend à Malaga avec le journaliste hongrois du quotidien britannique News Chronicle, Arthur Koestler,,. Pendant la bataille de Malaga, elle échappe de peu  aux forces nationalistes attaquantes. Grepp quitte la ville le 6 février mais Koestler reste sur place. Le 7, les troupes italiennes occupent la ville et Koestler est arrêté, condamné à mort comme espion et placé dans une cellule à Séville. Cependant, face aux pressions internationales considérables, il est relâché. À partir de mai 1937, Grepp passe plusieurs semaines au Pays basque. Elle visite la ligne de défense de l'Eusko Gudarostea républicaine appelée la ceinture de fer de Bilbao et assiste la bataille de Bilbao. Grepp se retrouve souvent dans des situations dangereuses en Espagne. Pendant son séjour, elle contracte la tuberculose et doit finalement quitter la zone de guerre et retourner en Norvège pour des raisons de santé,.

## Mort et héritage
Gerda Grepp meurt de la tuberculose le 29 août 1940, à l'âge de 33 ans, en Norvège, sous occupation allemande,. Elle est enterrée au Vestre gravlund à Oslo. Le travail de Grepp tombe alors dans l'oubli, sa collègue journaliste Lise Lindbæk (en) étant plutôt considérée comme la première correspondante de guerre de Norvège. 
Une biographie de Grepp, écrite par Elisabeth Vislie, est publiée en 2016. 